# David Copperfield (film 1999)
David Copperfield – film z 1999 roku będący adaptacją utworu Karola Dickensa o tym samym tytule.

## Fabuła
David Copperfield jako osierocony w dzieciństwie chłopak, dorasta w niezwykle ciężkich warunkach. Ze strony wychowującego go ojczyma – Edwarda Murdstone doznaje wiele przykrości i upokorzeń. Chłopiec pragnie za wszelką cenę wyrwać się ze środowiska, w którym żyje. Jego wytrwałość i konsekwencja w działaniu sprawiają, że osiąga swój cel – zdobywa wykształcenie i zostaje sławnym pisarzem.

## Obsada
- Daniel Radcliffe jako David Copperfield (młody)
- Ciarán McMenamin jako David Copperfield (dorosły)
- Emilia Fox jako Clara Copperfield
- Maggie Smith jako Betsey Trotwood
- Trevor Eve jako Edward Murdstone
- Zoë Wanamaker jako Jane Murdstone
- Pauline Quirke jako Clara Peggotty
- Michael Elphick jako Barkis
- Alun Armstrong jako Dan Peggotty
- James Thornton jako Ham Peggotty
- Patsy Byrne jako Mrs Gummidge
- Laura Harling jako Emily Peggotty (młoda)
- Aislin McGuckin jako Emily Peggotty (dorosła)
- Ian McKellen jako Mr Creakle
- Karl Johnson jako Tungay
- Harry Lloyd jako James Steerforth (młody)
- Oliver Milburn jako James Steerforth (dorosły)
- Cherie Lunghi jako Mrs Steerforth
- Kenneth MacDonald jako Littimer
- Bob Hoskins jako Wilkins Micawber
- Imelda Staunton jako Mrs Micawber
- Dawn French jako Mrs Crupp
- Paul Whitehouse jako the Pawnbroker
- Ian McNeice jako pan Dick
- James Grout jako Mr Spenlow
- Joanna Page jako Dora Spenlow
- Nicholas Lyndhurst jako Uriah Heep
- Thelma Barlow jako Mrs Heep
- Oliver Ford Davies jako Mr Wickfield
- Antonia Corrigan jako Agnes Wickfield (młoda)
- Morgane Slemp jako Clara (młoda)
- Amanda Ryan jako Agnes Wickfield (dorosła)
- Clare Holman jako Rosa Dartle
- Tom Wilkinson jako narrator (stary David)